# Аоки, Цуру
Цуру Аоки (яп. 青木鶴子; 9 сентября 1892, Токио или Фукуока — 18 октября 1961, Токио) — японская актриса театра и кино. Одна из первых азиаток, имевших заметный успех в американском кинематографе.

## Биография
Цуру Аоки родилась 9 сентября 1892 года в Токио (некоторые источники сообщают, что она родилась в городе Фукуока). В апреле 1899 года шестилетняя актриса с дядей, Отодзиро Каваками, его женой-гейшей Садаякко и их труппой прибыла в США, в Сан-Франциско. Девочка участвовала в театральных представлениях, помогала в чайных церемониях в отеле «Дворец». Однако вскоре у труппы возникли финансовые трудности, и тогда Каваками отдал девочку на воспитание своему дальнему родственнику, который работал художником в местной газете. Вскоре мужчина с девочкой переехали в Нью-Йорк, где Аоки училась языку и балету. Позднее Аоки вернулась в Калифорнию и обосновалась в Лос-Анджелесе. Она играла в местных театрах и однажды была замечена известным кинопродюсером Томасом Инсом, который предложил ей стать киноактрисой. В итоге за одиннадцать лет кинокарьеры (1913—1924) Аоки снялась в 43 кинофильмах. Первые девятнадцать из них были короткометражными, а с 1916 года ей стали предлагать роли только в полнометражных лентах. В связи с некоторой небрежностью в титрах её имя не раз указывалось как Цури или Цура.
В 1923 Аоки с мужем на несколько месяцев уехали во Францию, где исполнили две главные роли в картине «Битва». За год до смерти, в 1960 году Аоки первый и единственный раз появилась в звуковом фильме — «Из ада в вечность».
Цуру Аоки скончалась 18 октября 1961 года в Токио от перитонита.

### Личная жизнь
1 мая 1914 года Аоки вышла замуж за известного актёра Сэссю Хаякаву (1889—1973). Брак продолжался 47 лет до самой смерти актрисы.

## Избранная фильмография
- 1914 — Гнев богов[англ.] / The Wrath of the Gods — Тоя-сан
- 1917 — Зов Востока[англ.] / The Call of the East — О-Мицу
- 1918 — Проклятие Ику[англ.] / The Curse of Iku — Оми-сан
- 1918 — Дорога храбрейших[англ.] / The Bravest Way — Сат-У
- 1918 — Его право по рождению[англ.] / His Birthright — Саки-сан
- 1919 — Узы чести[англ.] / Bonds of Honor — Току-Ко
- 1919 — Мужественный трус[англ.] / The Courageous Coward — Реи Оаки
- 1919 — Серый горизонт[англ.] / The Gray Horizon — О-Хару-сан
- 1919 — Художник дракона[англ.] / The Dragon Painter — Уме-Ко
- 1920 — Сомкнутые губы[англ.] / Locked Lips — Аромат Лотоса
- 1920 — Дыхание богов[англ.] / The Breath of the Gods — Юки Онда
- 1921 — Чёрные розы[англ.] / Black Roses — Аромат
- 1922 — Осталось жить пять дней[англ.] / Five Days to Live — Ко Аи
- 1924 — Великий принц Шан[англ.] / The Great Prince Shan — Нита
- 1960 — Из ада в вечность[англ.] / Hell to Eternity — мать Уне

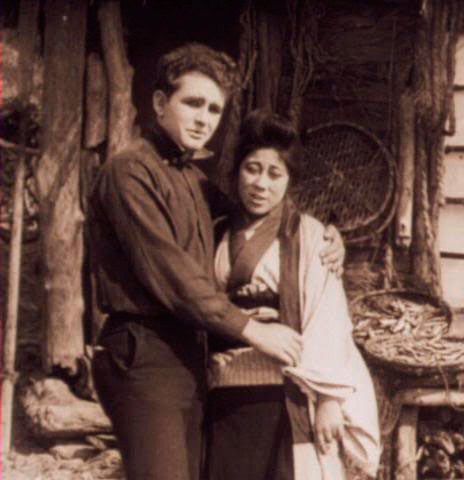
С Фрэнком Борзейги в фильме «Гнев богов[англ.]» (1914)
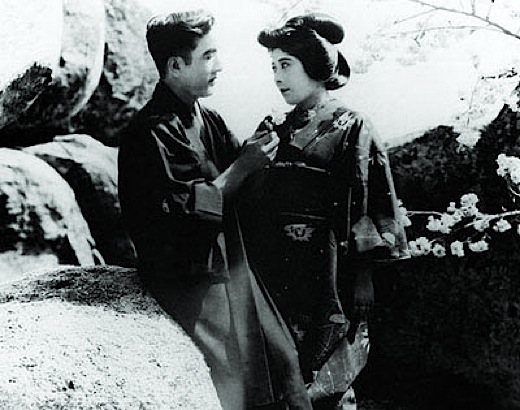
С Сэссю Хаякавой в фильме «Художник дракона[англ.]» (1919)
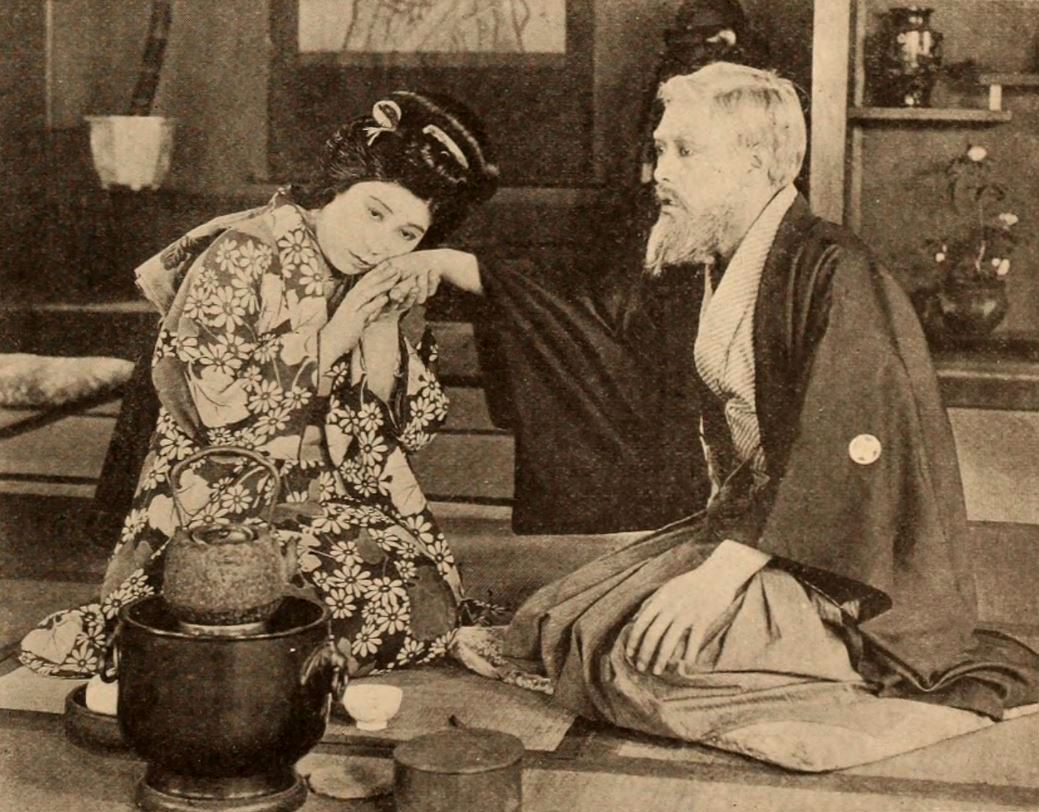
С Мисао Секи[англ.] в фильме «Дыхание богов[англ.]» (1920)
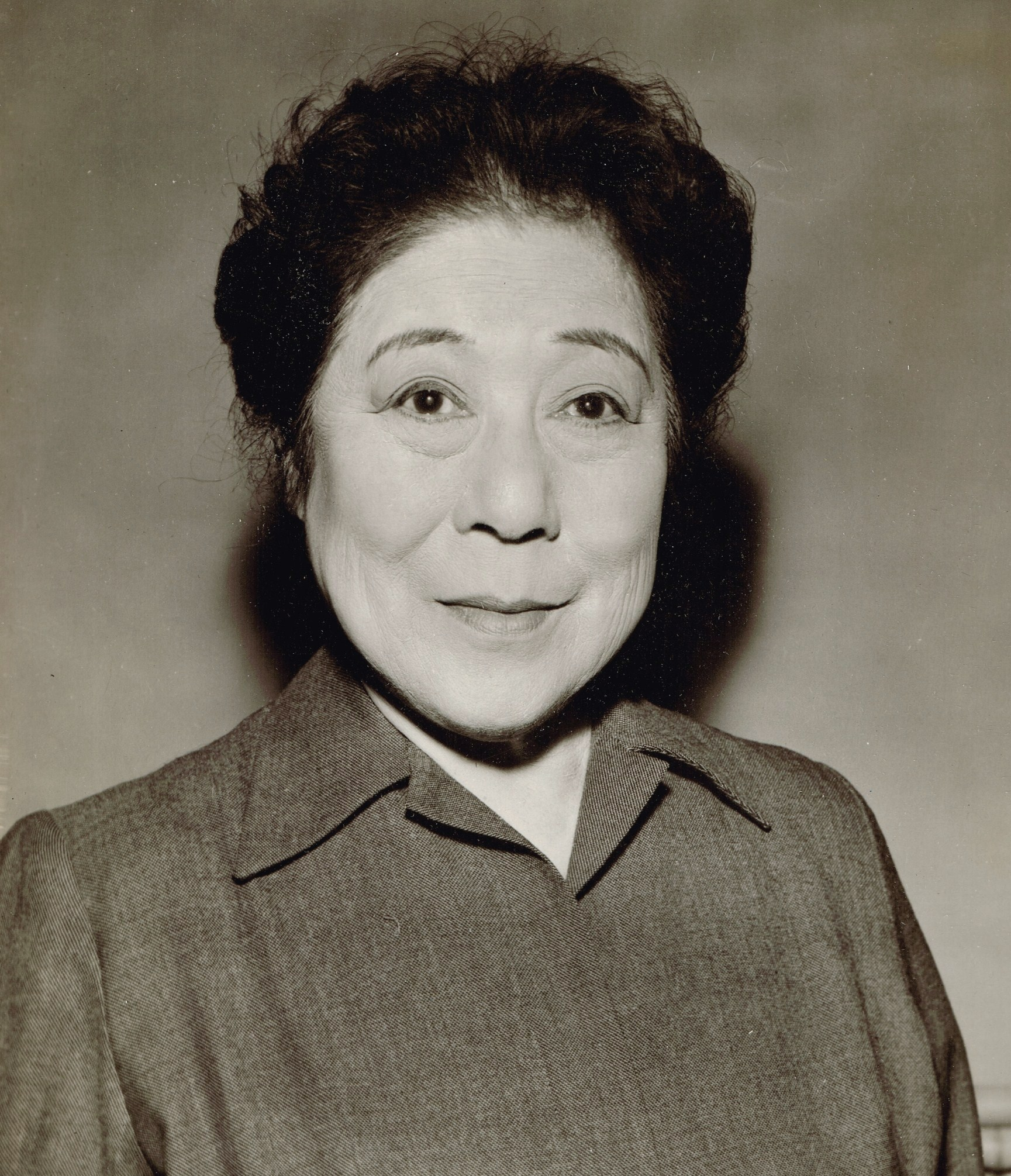
В фильме «Из ада в вечность[англ.]» (1960)